# Classique de Saint-Sébastien 1994
La 14e édition de la Classique de Saint-Sébastien a lieu le 6 août 1994. Remportée par le Français Armand de Las Cuevas, de l'équipe Castorama, elle est la sixième épreuve de la Coupe du monde.

## Classement final
| Pos. | Cycliste             | Équipe                  | Temps           |
| ---- | -------------------- | ----------------------- | --------------- |
| 1    | Armand de Las Cuevas | Castorama               | 5 h 24 min 44 s |
| 2    | Lance Armstrong      | Motorola                | + 1 min 56 s    |
| 3    | Stefano Della Santa  | Mapei-Clas              | + 1 min 57 s    |
| 4    | Vladimir Poulnikov   | Carrera-Tassoni         | + 2 min 3 s     |
| 5    | Andreï Tchmil        | Lotto                   | + 2 min 9 s     |
| 6    | Gianluca Bortolami   | Mapei-Clas              | m.t.            |
| 7    | Pello Ruiz Cabestany | Euskaltel-Orbea         | m.t.            |
| 8    | José Ramón Uriarte   | Banesto                 | m.t.            |
| 9    | Ángel Edo            | Kelme-Aguas de Cruzeiro | m.t.            |
| 10   | Gianni Bugno         | Teamp Polti-Vaporetto   | m.t.            |